# 독일공산노동자당

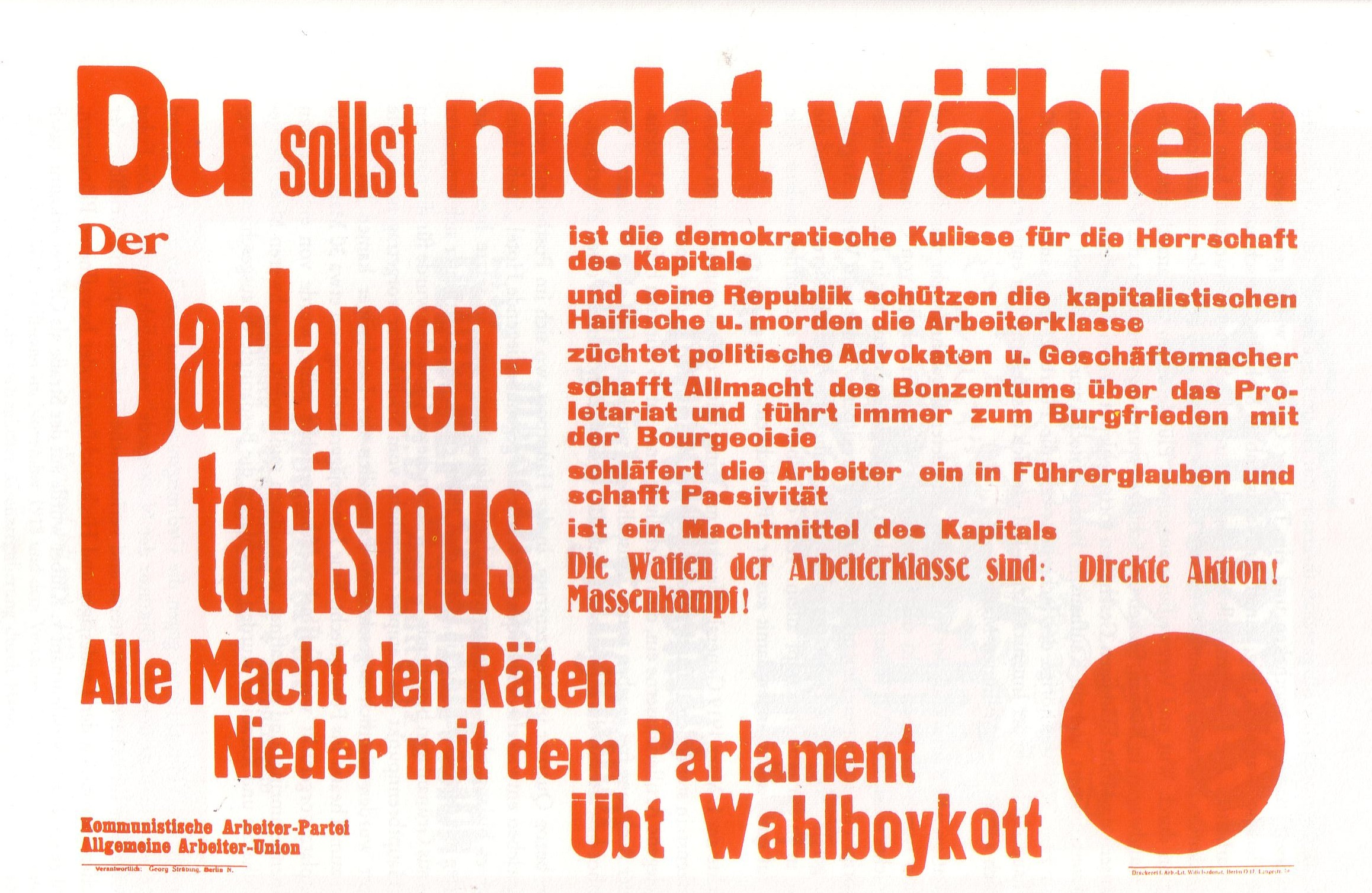
1919년의 KAPD-AAUD 포스터.

독일공산노동자당(독일어: Kommunistische Arbeiter-Partei Deutschlands; KAPD)은 바이마르 공화국 시대에 활동했던 반의회주의 좌파공산주의 정당이었다. 1920년 4월 하이델베르크에서 독일공산당으로부터 분당하여 창당되었다. 1922년 KAPD는 에센파와 베를린파라는 두 파벌로 분열되었으나 형식상 같은 정당을 유지했다. KAPD 에센파는 공산노동자 인터내셔널 설립을 주도했다.

## 역사
KAPD의 뿌리는 독일사회민주당(SPD)의 좌익 분당파인 독일국제사회주의자단(ISD)이다. ISD는 로자 룩셈부르크, 카를 리프크네히트의 스파르타쿠스 동맹과 함께 1915년 SPD의 중앙파 분당파인 독일독립사회민주당(USPD)에 입당했고, USPD의 당론과는 따로 노는 별개의 경향으로서 활동했다. 이들 USPD 당내 극좌파들은 1918년 독일공산당(KPD)을 창당했고, 1920년 KPD 내부의 평의회주의자들(주로 ISD 출신)이 분당해서 KAPD를 창당했다.
1919년 10월의 하이델베르크 대표자회에서 파울 레비가 이끄는 중앙파 지도부가 KPD 당내 극좌파인 평의회주의자들을 제명했다. 이 때 제명된 평의회주의자들이 1920년 4월 4일 KAPD를 창당했다. KAPD를 창당한 극좌파의 목적은 유산자 민주주의를 즉각적으로 철폐하고 무산자 독재를 구현하자되, 러시아식의 일당독재는 배격한다는 것이었다. 특히 KAPD는 레닌주의의 민주집중제, 선거 참여, 개량주의 노조 가입 등을 거부했다. 네덜란드인 이론가 안톤 판네쿡과 헤르만 호르터가 KAPD에서 중요한 역할을 했고, 이들은 KAPD를 모델로 네덜란드 공산노동자당(KAPN)을 또한 창당했다.
창당 대표자회에는 베를린에서 11명, 다른 지역에서 24명의 대의원이 참석하여 총 38,000 명의 당원을 대표했다.
KAPD가 창당된 직접적인 배경은 카프 폭동에 있었다. 이후 KAPD로 분당하게 되는 KPD 당내 좌파가 보았을 때, 카프 폭동 당시 총파업에 대한 KPD 지도부의 우유부단한 태도, 그리고 1920년 3월 24일 KPD가 루르 적군의 무장해제에 동의하는 빌레펠트 합의에 동의한 것을 혁명적 투쟁의 포기로 받아들였다. 1920년 4월 3일 베를린 그룹은 당내 좌익의 대회를 소집하고 KAPD 창당을 결의했다. 새로이 창당된 KAPD는 의회주의 활동을 그만두고 부르주아 국가에 대해 능동적으로 직접투쟁할 것을 옹호했다. KAPD는 독일일반노동자연합(AAUD)과 긴밀한 관계가 있었다. 베를린, 함부르크, 브레멘, 작센 동부가 KAPD의 아성이었고, 이 지역들에서 다수의 KPD 당원들이 KAPD로 당적을 바꾸었다.

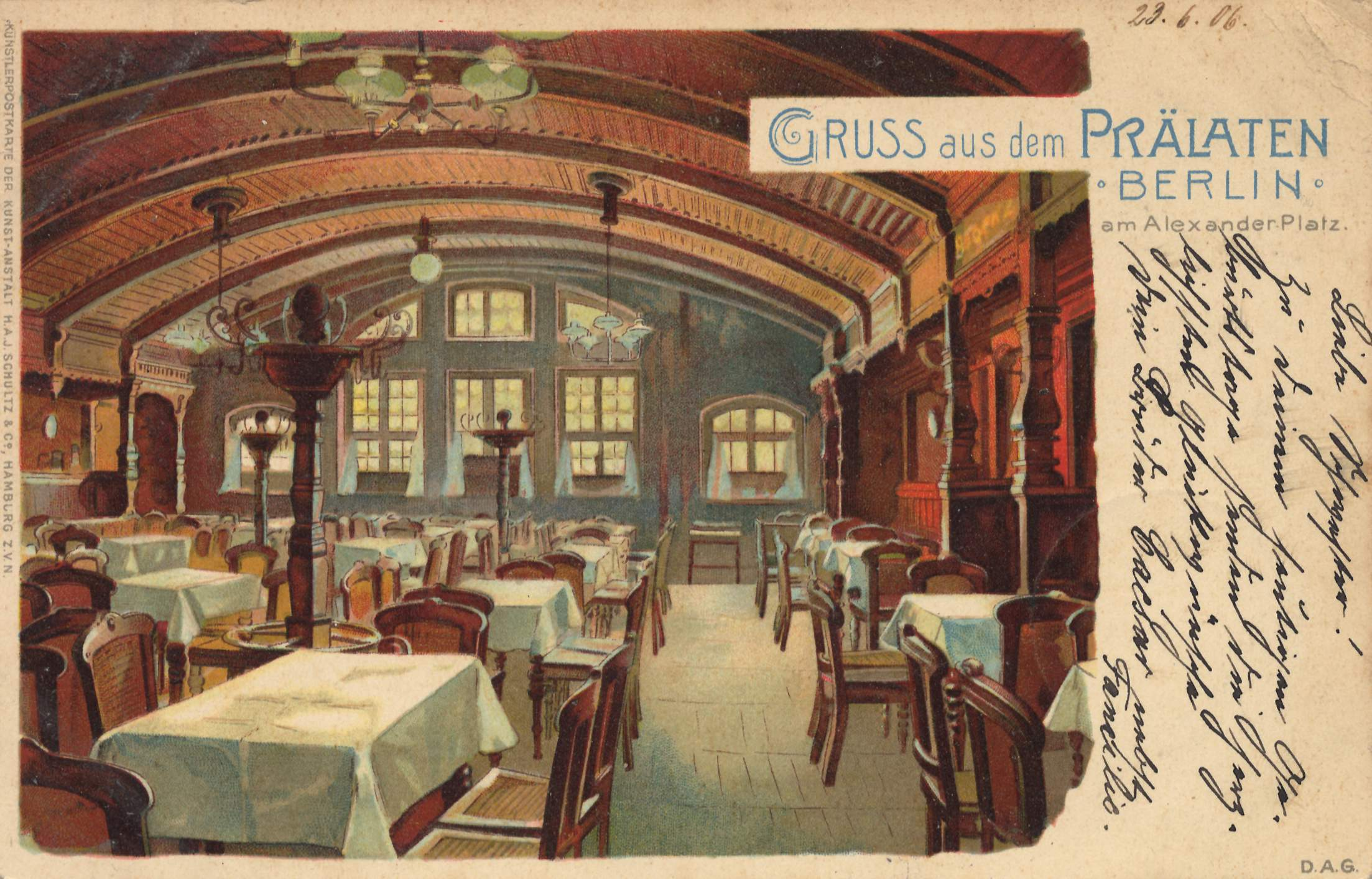

제1차 당대회는 1920년 8월 1일-4일 베를린의 Zum Prälaten 식당에서 개최되었다. 이 대회에서 함부르크 지구당의 창당멤버인 하인리히 라우펜베르크와 프리츠 볼프하임이 국민볼셰비즘을 옹호했다는 이유로 제명당했다. 2개월 뒤에는 또다른 창당멤버 오토 륄레가 제명당했다.
1920년에서 1921년까지 KAPD는 제3인터내셔널의 호선회원이었으나 탈퇴했다.
1921년, KAPD는 KPD와 합작해 3월 행동에 참여했으나 정부군의 진압으로 봉기는 실패했다.
1921년, 당내 분열이 일어나 륄레를 따르는 AAUD 분파가 탈당해 AAUD-E를 설립했다.
1921년 당시 KAPD는 43,000 명 이상의 당원을 가지고 있었으나, 이후 영향력은 점차로 감소했다. 1922년에는 당이 에센파와 베를린파로 분열되었다. 당내 소수파였던 에센파는 공산노동자 인터내셔널을 만들었으나 1927년 파벌로서 해소되었다. 다수파인 베를린파는 1933년까지 존속하다가 독일공산노동자연합(KAUD)으로 흡수되었다.

## 주요 당원
- 얀 아펠
- 아돌프 데트만
- 아르투어 골드슈타인
- 헤르만 호르터
- 해리 디크
- 프리츠 디크
- 안톤 판네쿡
- 프란츠 융
- 카를 코르슈
- 하인리히 라우펜베르크
- 파울 마틱
- 프란츠 펨페르트
- 베른하르트 라이헨바흐
- 오토 륄레
- 아담 샤레르
- 카를 슈뢰더
- 에른스트 슈바르츠
- 프리츠 볼프하임

## 같이 보기
- 평의회공산주의
- 좌파공산주의
- 네덜란드 공산노동자당